# Zoo TV Tour
Die Zoo TV Tour war eine von Multimedia dominierte, kommerziell sehr erfolgreiche Konzerttour der irischen Rock-Band U2, die in Stadien und Arenen in den Jahren 1992 bis 1993 stattfand. Die Tour lässt sich dabei in mehrere Phasen einteilen: ZooTV-Tour, ZooTV – The Outside Broadcast Tour, Zooropa und Zoomerang/New Zooland.
Die Tour begann am 29. Februar 1992 in Lakeland, Florida, USA, und endete nach 157 Shows vor über vier Millionen Zuschauern, fast zwei Jahre später am 10. Dezember 1993 in Tokio, Japan, und diente zur Unterstützung des Albums Achtung Baby (1991), später des Albums Zooropa (1993).

## Die Bühne
Die Bühne bzw. die gesamte Show wurde von U2s langjährigem Show-Designer Willie Williams entworfen und wurde von 36 Monitoren bzw. Fernsehern dominiert. Zudem kamen Trabbis als Dekorationen und Lichtquellen zum Einsatz, die an der Decke hingen. Die ganze Technik zusammen verbrauchte ca. 1 Megawatt, genug Energie, um ca. 2000 Haushalte mit Strom zu versorgen. Die gesamte Bühne wog ca. 1200 Tonnen und wurde mit 52 Sattelzügen transportiert. Beim Auf- bzw. Abbau kamen um die 200 Arbeiter zum Einsatz.

## Die Show
Die Show wurde von der damaligen Nachrichtenübertragung zum Golfkrieg inspiriert, wobei man nicht mehr zwischen Realität und Fiktion unterscheiden konnte und die allgemeine Informationsüberflutung in den Medien. Aus diesem Grund wurden auf den zahlreichen Bildschirmen, die auf der Bühne verteilt waren, unterschiedliche Bilder und Slogans in schneller Reihenfolge gezeigt, sodass man der Informationsflut nicht mehr folgen konnte, so wie in den modernen Massenmedien. Zu diesen Slogans zählten u. a. Everything You Know Is Wrong, Ambition Bites The Nail Of Success, Taste Is The Enemy Of Art, Religion Is A Club und Believe („Glaube“), wobei bei diesem Wort die Buchstaben ausgeblendet werden und nur noch lie („Lüge“) in roter Schriftfarbe übrig blieb.
Die Show selbst begann bei den ersten beiden Legs (Nordamerika und Europa; in Arenen) mit einem von Bono gesungenen Intro („I could have lost you“), bei der Outside-Broadcast-Tour (Nordamerika; in Stadien) mit einem von Emergency Broadcast Network produzierten Clip, bei dem der damalige Präsident der USA, George Bush, die Worte „We Will Rock You“ (im Bezug zum Irakkrieg) im Rhythmus des gleichnamigen Songs von Queen wiederholt („George Bush Rap Intro“). Während der Konzerte im Jahre 1993 kam ein weiteres Intro zum Einsatz. Dieses zeigte Szenen aus Leni Riefenstahls Triumph des Willens und der Musik von Beethovens 9. Sinfonie.
Während der ersten Songs (Zoo Station und The Fly) erschienen die oben genannten Bilder auf den Monitoren. Vor Even Better Than The Real Thing zappte Bono durch das TV-Programm, welches live auf den riesigen Monitoren angezeigt wurde. Diese Programme liefen auch während des Songs im Hintergrund weiter. Bei Mysterious Ways kamen wieder vorgefertigte Videos auf den Bildschirmen. Zudem kamen Bauchtänzerinnen auf die Bühne. Bei One wurden Videos gezeigt, die sich an ein Bild von fallenden Büffeln von David Wojnarowicz anlehnen. Zudem wurde auch das Wort „One“ in verschiedenen Sprachen angezeigt. Bei Tryin' To Throw Your Arms Around The World holte sich Bono meistens weibliche Fans auf die Bühne, tanzte, trank mit ihnen Champagner und filmte sie mit einem Camcorder, was auch live auf den Bildschirmen zu sehen war. In der Mitte des Sets spielten U2 ein kleines Acoustic-Set auf der B-Stage, einer kleinen Bühne, die sich mitten in der Zuschauermenge befand. Dieses Set umfasste in der Regel drei bis vier Songs, danach ging es auf der Main-Stage weiter. Der Song „Satellite of Love“ wurde nun als Duett mit einer Videokonserve von Lou Reed gespielt. Während Pride (In The Name Of Love) wurde ein Video von einer Rede von Martin Luther King gezeigt, dem auch dieser Song gewidmet ist. In der Zugabe kam ein weiteres Highlight der Shows: Bono, nun verkleidet als sein Ego MacPhisto, versuchte diverse Persönlichkeiten mit einem Telephon von der Bühne aus zu erreichen. Bei den Outside-Broadcast-Shows versuchte er fast jeden Abend, den Präsidenten George Bush zu erreichen, was aber nie gelang. Bei den Deutschland-Shows 1993 versuchte er, u. a. den damaligen Bundeskanzler Helmut Kohl zu erreichen. Während der Show am 11. August 1993 in London telefonierte er mit Salman Rushdie, der dann sogar persönlich auf der Bühne erschien. Ein weiterer Höhepunkt bei den Europa-Konzerten 1993 war der Satellite-LinkUp nach Sarajevo, wo zu der Zeit Krieg herrschte. Bono sprach dabei mit Menschen aus der Stadt und dem Hilfeleistenden Bill Carter, der auch das Projekt initiierte.

## Die Setlist
Die Setlist blieb, bis auf ein paar Änderungen, bei fast allen Konzerten mehr oder weniger identisch. Besonders auffällig ist, dass die ersten acht Songs allesamt vom damaligen aktuellen Album Achtung Baby stammen, bevor überhaupt ein älteres Stück gespielt wurde. Hier eine typische Setlist des 1. und 2. Legs:
1. Zoo Station
2. The Fly
3. Even Better Than The Real Thing
4. Mysterious Ways
5. One
6. Until The End Of The World
7. Who's Gonna Ride Your Wild Horses
8. Tryin' To Throw Your Arms Around The World
9. Angel Of Harlem
10. When Love Comes To Town
11. Satellite Of Love
12. Bad mit All I Want Is You-Snippet
13. Bullet The Blue Sky
14. Running To Stand Still
15. Where The Streets Have No Name
16. Pride (In The Name Of Love)
17. I Still Haven't Found What I'm Looking For
Zugabe:
18. Desire, danach: Telefonanruf von MacPhisto
19. Ultra Violet (Light My Way)
20. With or Without You
21. Love Is Blindness

Bei den nachfolgenden Legs wurde am Ende fast immer eine (gekürzte) Version von Can't Help Falling In Love (von Elvis Presley) gespielt.

## ZOO-TV Video
Vom Konzert am 27. November 1993 in Sydney im dortigen Footballstadion erschien ein komplettes Video unter dem Titel „Zoo-TV Live from Sydney“ mit einer Spielzeit von 2 Stunden. 2006 wurde dieses auch auf DVD veröffentlicht. Außerdem gibt es eine „Deluxe 2-Disc Limited Edition“ der DVD. Die Zusatz-DVD enthält weitere Live-Mitschnitte, 3 Dokumentationen sowie einige Extras für Computer wie Bildschirmschoner und Hintergrundbilder.

## Zooropa-Album
Noch während der laufenden Tour begaben sich U2 ins Studio und nahmen ein weiteres Album auf, Zooropa, welches dann im Juli 1993 veröffentlicht worden ist. U2 gingen noch einen Schritt weiter als bei Achtung Baby und der Sound ist hier noch experimenteller als beim Vorgänger. Auf dem Album ist auch ein Duett mit Johnny Cash zu hören (Track 10, The Wanderer). Bei den Zooropa und Zoomerang-Shows schafften es nur einige wenige Songs des Albums in die reguläre Setlist, so wie Stay (Faraway, So Close) oder Numb.

## Vertigo-Tour-Hommage
Bei der Vertigo-Tour spielten U2 meist zu Beginn des ersten Zugabe-Blocks ein kleines ZooTV-Set, beginnend mit Zoo Station, The Fly und Mysterious Ways, aber auch andere Songs von Achtung Baby. Bei The Fly kamen auch die typischen Screen-Bilder wieder vor.

## Die Tourabschnitte
1. Abschnitt
Zeitraum: 29. Februar 1992 bis 23. April 1992
Ort: USA, Kanada (in Arenen/Hallen)
2. Abschnitt
Zeitraum: 7. Mai 1992 bis 19. Juni 1992
Ort: Europa (in Arenen/Hallen)
3. Abschnitt: The Outside Broadcast Tour
Zeitraum: 12. August 1992 bis 25. November 1992
Ort: Kanada, USA, Mexiko (in Stadien)
4. Abschnitt: Zooropa
Zeitraum: 9. Mai 1993 bis 28. August 1993
Ort: Europa (in Stadien)
5. Abschnitt: Zoomerang/New Zooland/ZooTV Japan
Zeitraum: 12. November 1993 bis 10. Dezember 1993
Ort: Australien, Neuseeland, Japan (in Stadien)